# Merry Nickmas
Merry Nickmas es un álbum recopilatorio de Nickelodeon, que fue lanzado el 19 de noviembre de 2012. Las canciones del álbum son interpretadas por artistas musicales asociados o popularizados por Nickelodeon como Drake Bell, Victoria Justice, Big Time Rush, Ariana Grande, Elizabeth Gillies, Cymphonique Miller y Rachel Crow cantando sus propias versiones de canciones navideñas. Algunas canciones fueron grabadas antes de la producción de este álbum, mientras que otros se registraron específicamente para él.

## Lista de canciones
| N.º   | Título                                                  | Artista(s)       | Duración |  |
| 1.    | «Sleigh Ride»                                           | Nickelodeon Cast | 2:48     |  |
| 2.    | «It's Not Christmas Without You» (con Victoria Justice) | Victorious Cast  | 2:33     |  |
| 3.    | «All I Want for Christmas»                              | Big Time Rush    | 3:32     |  |
| 4.    | «Rockin' Around the Christmas Tree»                     | Victoria Justice | 2:11     |  |
| 5.    | «Santa Claus Is Comin' to Town»                         | Rachel Crow      | 2:19     |  |
| 6.    | «Deck the Halls» (con Cymphonique Miller)               | How to Rock Cast | 2:23     |  |
| 7.    | «Jingle Bells»                                          | Drake Bell       | 2:31     |  |
| 8.    | «Beautiful Christmas»                                   | Big Time Rush    | 3:37     |  |
| 23:31 |                                                         |                  |          |  |

## Charts
| Chart (2012)                  | Posicionamiento |
| ----------------------------- | --------------- |
| U.S. Billboard 200            | 155             |
| U.S. Billboard Holiday Albums | 10              |

- Datos: Q10328870